# Heby (đô thị)
Đô thị Heby (tiếng Thụy Điển: Heby kommun) là một đô thị ở hạt Uppsala của Thụy Điển. Thủ phủ là thị xã Heby. Dân số thời điểm 31 tháng 12 năm 2000 là 13653 người.